# Katy Léna N'diaye
Katy Léna Ndiaye (1968) es una directora de documentales senegalesa y francesa conocida por sus documentales sobre mujeres muralistas en África.

## Biografía
N'diaye nació en Senegal en 1968, pero sus padres se trasladaron a París cuando ella era aún muy joven. Allí estudió literatura moderna y realizó estudios complementarios de periodismo audiovisual en el Instituto de Estudios Avanzados de Comunicaciones Sociales de Bruselas, donde obtuvo un máster en Prensa e Información. Trabaja como periodista para TV5 Monde y RTBF y presenta y produce la revista Reflet Sud.    
N'diaye no está satisfecha con la imagen de África en la televisión. Para corregir esta imagen, se propuso realizar largometrajes documentales centrados en África, prescindiendo de los cortometrajes.
Su primera película, el documental Traces (2003), muestra a tres abuelas Kassena en Burkina Faso. Ellas explican a Anetina, una joven soltera, las pinturas murales que cubren las chozas de arcilla rojiza. Traces aborda la cuestión de la transmisión, la educación y la memoria.
En attendant les hommes (2007) también está protagonizada por tres mujeres, esta vez en Oualata, una ciudad oasis en el borde del desierto del Sahara, en el sureste de Mauritania. Cuentan sus historias, con gran libertad de expresión, mientras pintan las paredes de las casas de la ciudad para el regreso de sus hombres que se han ido lejos a trabajar. La cámara fija capta las expresiones faciales, la belleza del paisaje y los detalles de los gestos. La película rompe ciertos estereotipos sobre la sociedad africana en general, y la musulmana en particular, al permitirnos escuchar, sin comentarios, a estas mujeres fuertes.  
On a le temps pour nous (2019) sigue al rapero burkinés Serge Bambara, conocido como Smockey, uno de los insurgentes que contribuyó a la caída del dictador Blaise Compaoré en 2014. La película formó parte de la programación del Festival de Cine Africano de Nueva York en 2021. 
Las películas On a le temps pour nous, Traces, empreintes de femmes y En attendant les hommes han sido premiadas en numerosos festivales y se proyectan en todo el mundo. Instituciones culturales como el MoMa de Nueva York, el Museo de Bellas Artes de Montreal, la Casa Europea de la Fotografía de París y la Haus der Kulturen der Welt de Berlín también han organizado proyecciones.
N'diaye fundó la productora IndigoMood en Dakar, en 2013, con el objetivo de promover proyectos documentales y largometrajes de Senegal y del continente africano. 

## Filmografía
- Traces, empreintes de femmes, 2003, 55 minutos
- En attendant les hommes, 2007, 56 minutos
- On a le temps pour nous, 2019, 67 minutos
- L'argent, la liberté, une histoire du franc CFA, 2023, 101 minutos, produccion Neon Rouge, Indigo Mood, Tact Production

## Reconocimientos
- 2004 : Mención especial al largometraje en el Festival de cine de Cartago por Traces. [10]
- 2008 :
  - Premio a la Mejor Película Documental en el Festival de Cine de Acra en Ghana por En attendant les hommes.[11]
  - Premio a la Mejor Película Documental en el Festival Internacional de Cine de Zanzíbar por En attendant les hommes.[11]
- 2015 : Trophée Montaigne Bruselas, Ganador de la Dargaa d’Or, categoría Favorita del Editor. [12]
- 2020 : Premio a la mejor película documental en el Festival de Cine Africano de Luxor por En attendant les hommes, [13]
- 2023 : Mención especial del jurado de largometrajes documentales en FESPACO 2023 por L'argent, la liberté, une histoire du franc CFA.